# Craterestra bifascia
Craterestra bifascia är en fjärilsart som beskrevs av George Francis Hampson 1893. Craterestra bifascia ingår i släktet Craterestra och familjen nattflyn. Inga underarter finns listade i Catalogue of Life.